# Dobareuth
Dobareuth ist ein Ortsteil der Einheitsgemeinde Stadt Gefell im Saale-Orla-Kreis in Thüringen.

## Geografie
Der Ehrlichbach und die Bundesstraße 2 führen durch das Tal von Dobareuth und teilen es. Etwa 520 m über NN und einen Kilometer südlich von Gefell entfernt liegt das Dorf.
Mit den Linien 710, 155 und 163 des Verkehrsunternehmens KomBus hat Dobareuth Anschluss an die Kernstadt Gefell sowie an die Städte Schleiz, Hirschberg (Saale), Hof (Saale) und Plauen.

## Nachbarorte
Südlich liegt die Stadt Hirschberg mit Ullersreuth, Venzka und Juchhöh, nördlich die Stadt Gefell mit Göttengrün, Gebersreuth und Mödlareuth.

## Geologie
Das zum Schleizer Oberland und zum Thüringischen Vogtland gehörende Dorf ist rechts und links des nach Süden fließenden Baches von zwei plateauähnlichen Anhöhen des Südostthüringischen Schiefergebirges flankiert. Danach folgt Nadelwald. Die lehmhaltigen humosen Böden sind auch bei ungünstigen Witterungsverhältnissen ertragreich und -sicher.

## Geschichte
Dobareuth wurde 1246 erstmals urkundlich erwähnt.
Bis 1945 war das Staatsgut mit seinem Pächter prägend für die Entwicklung des Ortes. 1923 bewirtschaftete Max Heydemann 203 Hektar. Nach dem Zweiten Weltkrieg wurde der Betrieb nach den Gesetzen der Bodenreform in Ostdeutschland enteignet und auf Kleinbauern und Umsiedler aufgeteilt. Später bildeten diese Bauern eine LPG. Nach der Wende vereinigten sie sich in einer Agrargenossenschaft, bewirtschafteten das Land selbst, verpachteten oder verkauften es.
Die Bundesstraße 2 war eine alte Handelsstraße, die von Regensburg über Hof, Dobareuth, Gefell, Zollgrün, Schleiz nach Leipzig und weiter führte. Die norddeutsche Tiefebene reicht bei Leipzig am weitesten nach Süden in den mitteldeutschen Raum, wovon Dobareuth noch heute profitiert.
Am 1. Januar 1997 vereinigte sich Dobareuth mit der Stadt Gefell zur Einheitsgemeinde.

## Wirtschaft
Heute existiert die Agrarvereinigung in Verbund mit Nachbarorten. Es gibt einen Reiterstall.

## Persönlichkeiten
- Manfred Becher (* 1939), Politiker (DBD) und LPG-Vorsitzender